# Condal
Condal ist eine französische Gemeinde im Département Saône-et-Loire in der Region Bourgogne-Franche-Comté. Sie gehört zum Arrondissement Louhans und zum Kanton Cuiseaux. Die Gemeinde hat 460 Einwohner (Stand 1. Januar 2022), sie werden Condalois, resp. Condaloises genannt.

## Geografie

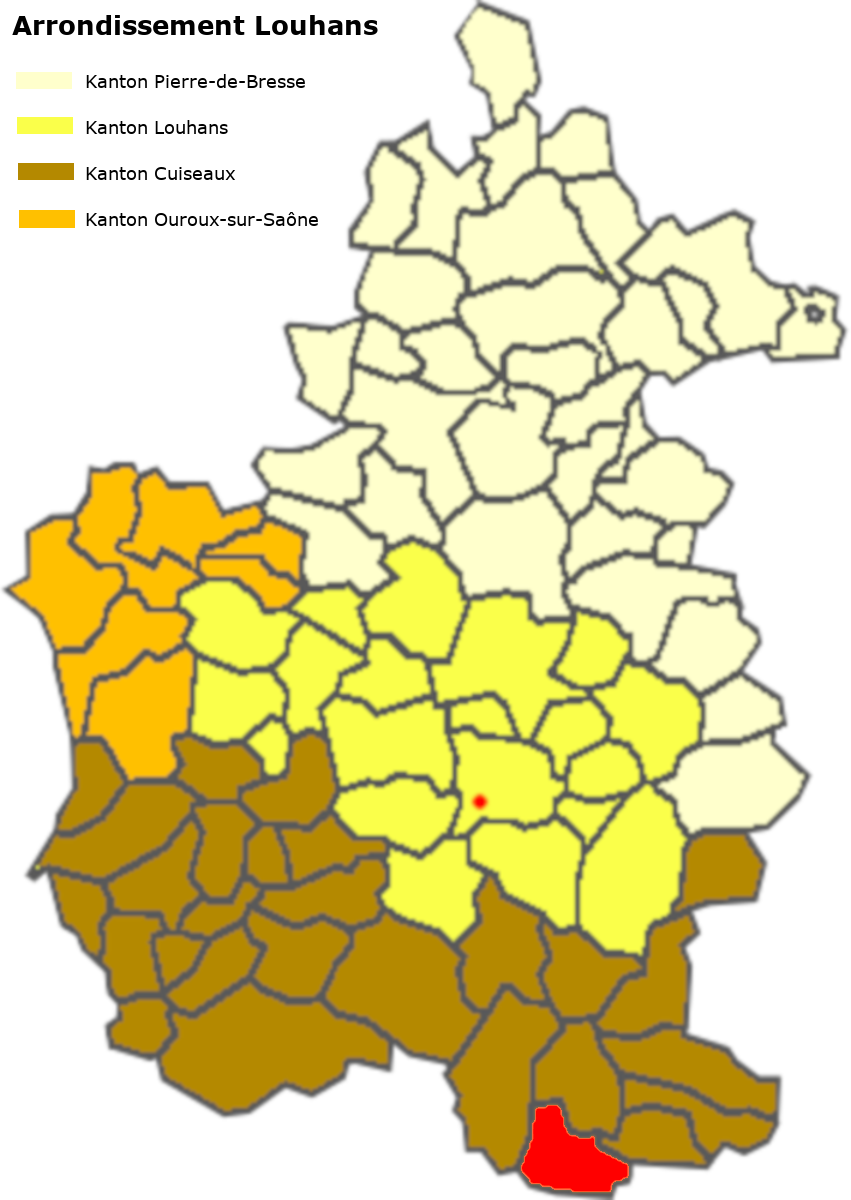
Lage der Gemeinde im Arrondissement Louhans

Condal liegt im Süden des Arrondissement Louhans und grenzt mit seiner Süd- und Ostgrenze an das Département Jura. Die Gemeinde wird in Ost-West-Richtung von der Departementsstraße D40 (Varennes-Saint-Sauveur–Saint-Amour) durchzogen, etwa ein Kilometer östlich des Ortes verläuft die Autobahn A39 in Nord-Süd-Richtung. Von Süden her mäandriert der Solnan nach Norden durch das gesamte Gemeindegebiet, einige Hundert Meter westlich des Bourg mündet der Ruisseau Besançon. Er durchfließt das südöstliche Gemeindegebiet und nimmt den Ruisseau du Bief d’Argent auf. Im Westen der Gemeinde liegt der Étang de Servillat, sein Bief führt das Wasser aus dem westlichen Gemeindegebiet in den Sevron. Die Gemeinde wird als sumpfig beschrieben und die Flüsse scheinen öfters Schäden infolge Überschwemmungen verursacht zu haben. Zur Gemeinde gehören die folgenden Weiler und Fluren: Badault, Beaulieu, Berthod, le Bief-d’Argent, Binan, Bois-Gilles, le Bourg, ès Bucléon, Charangeat, Charlange, les Charmille-de-Montgardon, la Commune-de-l’Étang, les Communes, la Cour-Basse, les Craies, la Croix, la Ferrière, Fossery, Grange-aux-Prêtres, Grange-Goyer, Grange-Sarrasin, les Moissonniers, le Mollard, Montaguyon, Montaiguey, Montgardon, Mortier, Moulin-de-Saint-Sulpice, le Moulin-Neuf, la Noblesse, la Oule, Petit-Condal, la Petite-Capète, les Pies, Réty, la Rippe, les Rosières, Roujus, Saint-Sulpice, la Seigneurie, la Terroute, la Varenne, Varignolles, le Vernay, Villard-Chapelle, Voullot.
Die Gemeinde liegt in einem recht heiklen Gebiet, indem sowohl der Ruisseau Besançon als auch der Solnan große Strecken des Jurafusses entwässern. Aus neuester Zeit werden folgende Naturkatastrophen vermerkt:
- Sturmschäden vom 6. – 10. November 1982
- Überschwemmungen und Murgang vom 8. – 31. Dezember 1982
- Überschwemmungen und Murgang vom 12. – 13. Mai 1983
- Überschwemmungen und Murgang vom 6. – 20. Mai 1985
- Überschwemmungen und Murgang vom 24. – 26. Oktober 1999
- Erdbewegungen als Folge der Trockenheit und anschließendem Wasserausgleich vom 1. Juli – 30. September 2003

### Klima
Das Klima in Condal ist warm und gemäßigt. Es gibt das ganze Jahr über deutliche Niederschläge, selbst der trockenste Monat weist noch hohe Niederschlagsmengen auf. Die Klassifikation des Klimas nach Köppen und Geiger ist Cfb ((Gemäßigtes) Ozeanklima). Die Temperatur liegt im Jahresdurchschnitt bei 11,7 °C. Der wärmste Monat ist der Juli mit einer Durchschnittstemperatur von 20,7 °C, der kälteste der Januar mit 3,1 °C. Über ein Jahr verteilt summieren sich die Niederschläge auf 1042 mm, dabei ist der November mit 119 mm der niederschlagsreichste, während Juli als trockenster Monat 62 mm aufweist. Über das ganze Jahr werden etwa 2826 Sonnenstunden gezählt.
|                        | Jan | Feb | Mär  | Apr  | Mai  | Jun  | Jul  | Aug  | Sep  | Okt  | Nov  | Dez |   |      |
| Mittl. Temperatur (°C) | 3,1 | 3,8 | 7,2  | 10,8 | 14,6 | 18,8 | 20,7 | 20,3 | 16,6 | 12,7 | 7,2  | 3,9 | ⌀ | 11,7 |
| Mittl. Tagesmax. (°C)  | 6,1 | 7,4 | 11,6 | 15,3 | 18,8 | 23,3 | 25,3 | 25,0 | 21,0 | 16,7 | 10,3 | 6,7 | ⌀ | 15,7 |
| Mittl. Tagesmin. (°C)  | 0,5 | 0,4 | 3,0  | 6,0  | 9,9  | 13,8 | 15,8 | 15,6 | 12,4 | 9,1  | 4,3  | 1,4 | ⌀ | 7,7  |
|                        |     |     |      |      |      |      |      |      |      |      |      |     |   |      |
| Niederschlag (mm)      | 101 | 85  | 80   | 88   | 85   | 68   | 62   | 65   | 82   | 99   | 119  | 108 | Σ | 1042 |

| 0,5 |

| 0,4 |

| 3,0 |

| 6,0 |

| 9,9 |

| 13,8 |

| 15,8 |

| 15,6 |

| 12,4 |

| 9,1 |

| 4,3 |

| 1,4 |

| 0,5 |

| 0,4 |

| 3,0 |

| 6,0 |

| 9,9 |

| 13,8 |

| 15,8 |

| 15,6 |

| 12,4 |

| 9,1 |

| 4,3 |

| 1,4 |

## Toponymie
1078 wird in den Verzeichnissen des Klosters Cluny In Varinetis erwähnt, der heutige Weiler Varignolles. Condai, das heutige Condal wird erstmals 1211 erwähnt. Es ist anzunehmen, dass der Ortsname auf den keltischen Begriff Condate zurückgeht und sich auf den Zusammenfluss von Ruisseau de Besançon in den Solnan bezieht.

## Geschichte
Condal war eine unabhängige Herrschaft, die bis 1693 zum Kloster Saint-Taurin de Gigny gehörte. Nach diesem Zeitpunkt behielten die Mönche lediglich den Zehnt und die Herrschaft über die Pfarrei. Die weltliche Herrschaft ging an die Familie Tribillet und 1759 an die Chaignon über, die ursprünglich aus dem Périgord stammten. Pierre de Chaignon wohnte wohl als Botschafter in Sion, in der Republik Wallis und war eng befreundet mit Jean-Jacques Rousseau. Maurice-Théodule-Pierre-Louis-Philippe-Marc-Georges de Chaignon, geboren 22. April 1762 starb am 22. März 1822 in Condal, er war während zwölf Jahren Offizier in der Schweiz, Ritter des Ordre royal et militaire de Saint-Louis und Maire von Condal vom Jahr IX der Revolution bis 1822. Zudem war er Generalrat von Saône-et-Loire von 1816 bis zu seinem Tode 1822.
Villard-Chapel war ein unabhängiges Lehen, dass 1780 Madame de Montessus gehörte. Saint-Sulpice war ebenfalls unabhängig und gehörte einer Familie dieses Namens, die dort eine Festung mit Türmen besaßen. Bekannt ist, dass ein Mitglied jener Familie an den Kreuzzügen teilnahm. 1809 wird Saint-Sulpice in die Gemeinde Condal eingegliedert, es handelt sich dabei in etwa um den Gemeindeteil östlich der Autobahn A39.

### Die Herren von Condal
Condal gehörte ab dem 13. Jahrhundert zur Kastellanei von Sagy und unterstand damit direkt den Herzögen von Burgund und später den Königen von Frankreich. Die Herrschaft über das Gebiet wurde weitgehend durch die Kastellane ausgeübt.
Der größte Teil des Ortes war ein Lehen des Klosters Gigny, bis dieses 1693 diesen Besitz aufgab und verkaufte an Gaspard Trebillet. 1768 ging die Herrschaft für 160.000 Franc über an Pierre de Chaignon, Ritter, wohnhaft in Sion, Republik Wallis. Sein Sohn wiederum, Maurice de Chaignon wurde 1787 Mitglied der Generalstände. Trotz des Verkaufs, behielten die Mönche das Recht auf den Kirchenzehnten und die Kollatur.
- Villard-Chapelle: war 1780 im Besitz von Madame de Montessus.
- Saint-Sulpis: war eine eigene Pfarrei und gelangte 1805 zu Condal. Die Herren von Saint-Sulpis waren bereits bei den Kreuzzügen dabei. Die Herrschaft gelangte an die Familie de la Baume de Montrevel und schließlich an Gaillard d’Ananche, eine noble Familie aus Saint-Amour.

Mit der Französischen Revolution 1789 wurden die Vorrechte des Adels abgeschafft, sie behielten lediglich noch ihre Titel.

## Bevölkerung
| Condal: Einwohnerzahlen von 1793 bis 2020 | Condal: Einwohnerzahlen von 1793 bis 2020 | Condal: Einwohnerzahlen von 1793 bis 2020 | Condal: Einwohnerzahlen von 1793 bis 2020 | Condal: Einwohnerzahlen von 1793 bis 2020 |
| --- | ----------------------------------------- | ----------------------------------------- | ----------------------------------------- | ----------------------------------------- |
| Jahr |                                           |                                           |                                           | Einwohner                                 |
| 1793 | 1793                                      |                                           | 816                                       | 816                                       |
| 1800 | 1800                                      |                                           | 896                                       | 896                                       |
| 1806 | 1806                                      |                                           | 815                                       | 815                                       |
| 1821 | 1821                                      |                                           | 792                                       | 792                                       |
| 1831 | 1831                                      |                                           | 840                                       | 840                                       |
| 1836 | 1836                                      |                                           | 812                                       | 812                                       |
| 1841 | 1841                                      |                                           | 849                                       | 849                                       |
| 1846 | 1846                                      |                                           | 862                                       | 862                                       |
| 1851 | 1851                                      |                                           | 867                                       | 867                                       |
| 1856 | 1856                                      |                                           | 897                                       | 897                                       |
| 1861 | 1861                                      |                                           | 892                                       | 892                                       |
| 1866 | 1866                                      |                                           | 905                                       | 905                                       |
| 1872 | 1872                                      |                                           | 902                                       | 902                                       |
| 1876 | 1876                                      |                                           | 916                                       | 916                                       |
| 1881 | 1881                                      |                                           | 872                                       | 872                                       |
| 1886 | 1886                                      |                                           | 881                                       | 881                                       |
| 1891 | 1891                                      |                                           | 876                                       | 876                                       |
| 1896 | 1896                                      |                                           | 908                                       | 908                                       |
| 1901 | 1901                                      |                                           | 867                                       | 867                                       |
| 1906 | 1906                                      |                                           | 846                                       | 846                                       |
| 1911 | 1911                                      |                                           | 813                                       | 813                                       |
| 1921 | 1921                                      |                                           | 748                                       | 748                                       |
| 1926 | 1926                                      |                                           | 725                                       | 725                                       |
| 1931 | 1931                                      |                                           | 680                                       | 680                                       |
| 1936 | 1936                                      |                                           | 657                                       | 657                                       |
| 1946 | 1946                                      |                                           | 601                                       | 601                                       |
| 1954 | 1954                                      |                                           | 567                                       | 567                                       |
| 1962 | 1962                                      |                                           | 515                                       | 515                                       |
| 1968 | 1968                                      |                                           | 434                                       | 434                                       |
| 1975 | 1975                                      |                                           | 392                                       | 392                                       |
| 1982 | 1982                                      |                                           | 405                                       | 405                                       |
| 1990 | 1990                                      |                                           | 392                                       | 392                                       |
| 1999 | 1999                                      |                                           | 342                                       | 342                                       |
| 2006 | 2006                                      |                                           | 405                                       | 405                                       |
| 2009 | 2009                                      |                                           | 417                                       | 417                                       |
| 2014 | 2014                                      |                                           | 432                                       | 432                                       |
| 2020 | 2020                                      |                                           | 459                                       | 459                                       |
| Quelle(n): EHESS/Cassini bis 2006, ab 2009 INSEE Anmerkung(en): • Ab 1962 offizielle Zahlen ohne Einwohner mit Zweitwohnsitz • 1809 wird die Gemeinde Saint-Sulpice übernommen. In diesem Diagramm sind die Zahlen für beide Teilgemeinden enthalten • Höchste Einwohnerzahl 1876 mit 916, tiefste Einwohnerzahl 1999 mit 342 (37,3 % vom Maximum) |                                           |                                           |                                           |                                           |

| Bevölkerungsstruktur | Anzahl Einwohner | männlich | weiblich | davon Ausländer | Anteil % |
| -------------------- | ---------------- | -------- | -------- | --------------- | -------- |
|                      | 458              | 238      | 220      | 20              | 4,4      |

| Männer | Alterstufe | Frauen |
| ------ | ---------- | ------ |
| 4      | 90 + älter | 4      |
| 21     | 75–89      | 30     |
| 45     | 60–74      | 47     |
| 51     | 45–59      | 46     |
| 39     | 30–44      | 32     |
| 31     | 15–29      | 32     |
| 48     | 0–14       | 29     |

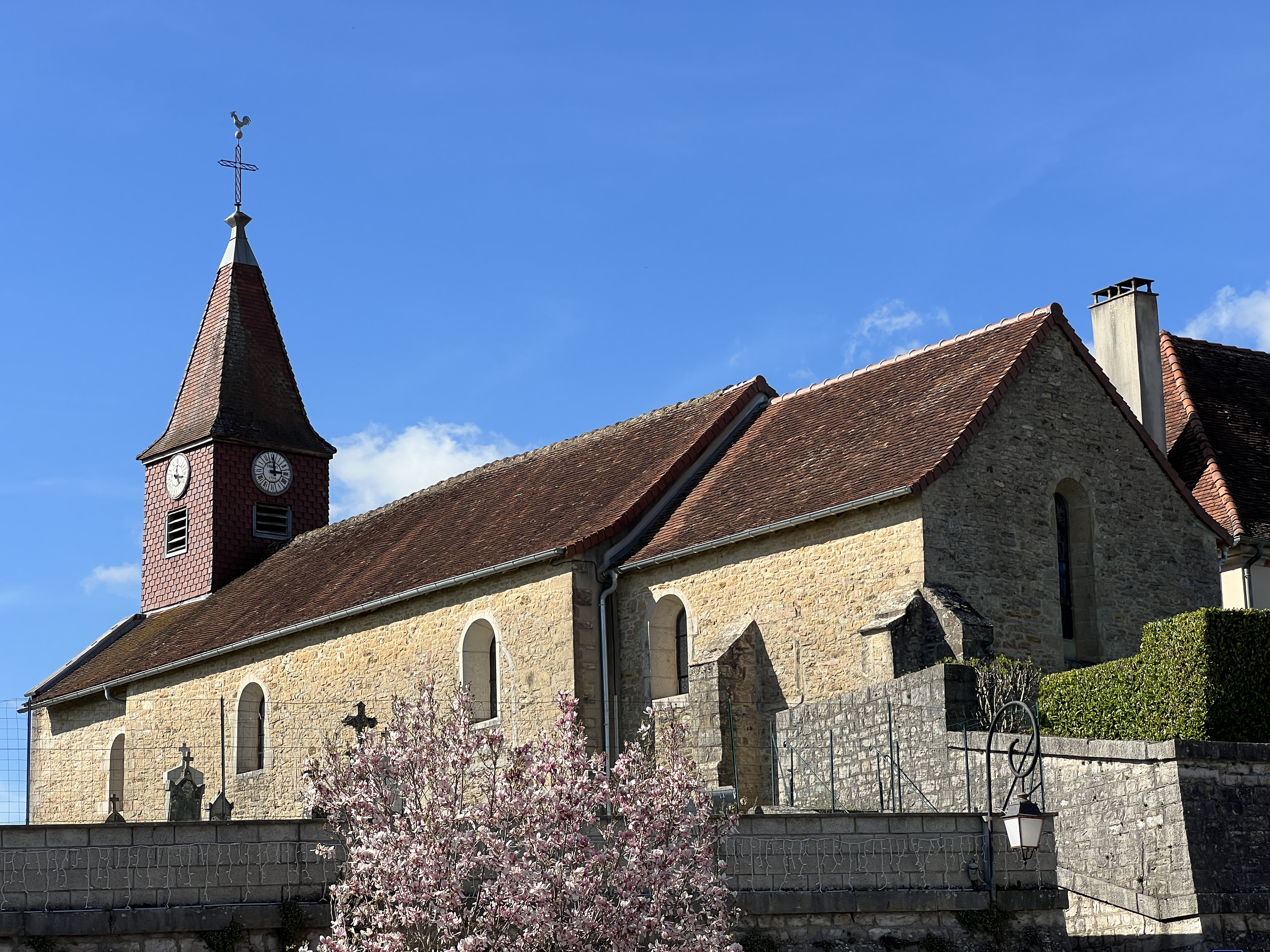
Kirche Saint Laurent in Condal

Die Bevölkerungsstruktur zwischen Männern und Frauen weist einen Überhang zugunsten der Männer auf, sie machen 52 % der Bevölkerung aus. Dabei sind 46 % der Bevölkerung jünger als 45 Jahre. Demgegenüber sind 33 % älter als 60 Jahre und damit im Rentenalter.
| Wohnstruktur               | Anzahl Wohneinheiten | davon Häuser | Wohnungen | sonstige |
| -------------------------- | -------------------- | ------------ | --------- | -------- |
|                            | 254                  | 238          | 15        | 1        |
| davon Hauptwohnsitz        | 203                  |              |           |          |
| Zweit- oder Ferienwohnsitz | 18                   |              |           |          |
| vakant                     | 33                   |              |           |          |

## Wirtschaft und Infrastruktur

### Unternehmen, Betriebe, Ladengeschäfte und Einrichtungen
In der Gemeinde befinden sich nebst Mairie und Kirche folgende Unternehmen nach Branchen:
| Branche                                                           | Anzahl Betriebe |
| ----------------------------------------------------------------- | --------------- |
| Industrie und verarbeitendes Gewerbe                              | 7               |
| Baugewerbe                                                        | 4               |
| Groß- und Einzelhandel, Verkehr, Beherbergung und Gastronomie     | 7               |
| Information und Kommunikation                                     |                 |
| Finanz- und Versicherungsdienstleistungen                         | 1               |
| Grundstücks- und Wohnungswesen                                    | 2               |
| Freiberufliche, wissenschaftliche und technische Dienstleistungen | 3               |
| Öffentliche Verwaltung, Unterricht, Gesundheits- und Sozialwesen  |                 |
| Sonstige Dienstleistungen                                         | 4               |
| Land- und Forstwirtschaftsbetriebe                                | 11              |

In der Gemeinde befindet sich ein Schönheitssalon und ein Bauhandwerksbetrieb. Zudem ist in der Gemeinde ein Fußballplatz, ein Sportplatz/-halle und eine Gîte. Mit den Gütern des täglichen Bedarfs versorgen sich die Einwohner in Saint-Amour.

### Geschützte Produkte in der Gemeinde
Als AOC-Produkte sind in Condal Crème et beurre de Bresse zugelassen, ferner Volaille de Bresse und Dinde de Bresse.

### Bildungseinrichtungen
In der Gemeinde besteht eine École primaire (École maternelle und École élémentaire), die der Académie de Dijon untersteht und von 44 Kindern besucht wird. Für die Schule gilt der Ferienplan der Zone A.

## Sehenswürdigkeiten
- Kirche Saint-Laurent aus dem 12. oder 13. Jahrhundert. Beschreibung und Fotos bei:  L'Art Roman en Bourgogne[22] oder Tourisme & Loisirs[23]